# Marije Visser
Marije Visser (Leeuwarden, 8 augustus 2001) is een Nederlands topkorfbalster. Zij speelt met LDODK in de hoogste Nederlandse korfbalcompetitie, de Korfbal League. Ook is zij sinds 2025 speelster van het Nederlands korfbalteam.

## Spelerscarrière

### Mid-Fryslân
Visser begon met korfbal bij Mid-Fryslân. Hier doorliep ze de jeugdteams en kwam ze ook in het 1e team terecht.
Zij maakte mee dat Mid-Fryslân in 2023 promotie in de zaal maakte naar de Korfbal League 2. In het zaalseizoen 2023-2024 deed de ploeg meteen goede zaken in de KL2. Als nieuwkomer eindigde de ploeg als 5e en miste op 1 punt na de play-offs.

### LDODK
In 2024 stapte Visser over naar het grotere LDODK. De ploeg zou voor de start van seizoen 2024-2025 er anders uit zien als de voorgaande jaren. Zo kreeg de ploeg met Jan Niebeek (voormalig bondscoach) een nieuwe hoofdcoach en ook waren een aantal bepalende spelers gestopt, zoals Marjolijn Kroon en Erwin Zwart. 
Visser kreeg van coach Niebeek het vertrouwen en speelde meteen 14 van de 18 duels. Met 52 goals werd zij in haar eerste seizoen bij de club topscoorder bij de dames in eigen team. Helaas bleef LDODK in de zaalcompetitie steken in de play-offs, waar tegenstander Fortuna een maatje te groot bleek. In de veldcompetitie wist LDODK zich niet te plaatsen voor de play-offs.
Wel was er individueel succes voor Visser - zij bekroonde haar eerste seizoen met de prijs "Beste Nieuwkomer in de Korfbal League (dames)".

## Erelijst
- Beste Nieuwkomer in de Korfbal League, 1x (2025)

## Oranje
In April 2025 maakte bondscoach Ard Korporaal bekend dat hij Visser had toegevoegd aan de selectie van het Nederlands korfbalteam.

## Beachkorfbal
Visser speelde beachkorfbal voor het Nederlands korfbalteam. Zij won goud op het WK beachkorfbal in 2024.